# Synavea quadrispinosa
Synavea quadrispinosa är en insektsart som först beskrevs av Synave 1979.  Synavea quadrispinosa ingår i släktet Synavea och familjen Derbidae. Inga underarter finns listade i Catalogue of Life.